# Heversham
Heversham – wieś w Anglii, w Kumbrii, w dystrykcie (unitary authority) Westmorland and Furness. Leży 73 km na południe od miasta Carlisle i 352 km na północny zachód od Londynu. W 2001 miejscowość liczyła 647 mieszkańców.